# جياني مارشان
جياني مارشان هو دراج بلجيكي، ولد في 1 يونيو 1990 في Aartrijke ‏ في بلجيكا.

## وصلات خارجية
- جياني مارشان على موقع الاتحاد الدولي للدراجات (الإنجليزية)
- جياني مارشان على موقع أرشيف الدراجات (الإنجليزية)
- جياني مارشان على موقع إحصائيات الدراجات الإحترافية (الإنجليزية)
- جياني مارشان على موقع نسبة الدراجات (الإنجليزية)